# ЮКОС
ОАО «НК „Ю́КОС“» — российская нефтяная компания, существовавшая с 1993 по 2007 год. 1 августа 2007 «ЮКОС» была объявлена банкротом, до 12 ноября 2007 года в отношении компании проводилось конкурсное производство — последняя процедура банкротства. В течение 2007 года имущество компании продавалось на аукционах с целью покрытия долгов. 21 ноября 2007 года компания была ликвидирована.
ЮКОС являлась одной из крупнейших компаний России по объёмам реализации. В период с 1995 по 2005 год неизменно входила в число 10 крупнейших компаний России по версии журнала «Эксперт» (лучший результат — 4 место в 2001—2003 годах).

## История развития

### Создание компании
Создание «ЮКОСа» было предопределено Указом Президента РФ № 1403 от 17 ноября 1992 года, где «в целях повышения эффективности работы нефтяного комплекса Российской Федерации, обеспечения надёжного снабжения потребителей нефтью и нефтепродуктами» предусматривалось создание и акционирование нескольких нефтяных компаний («ЮКОС», «Лукойл», «Сургутнефтегаз») и были прописаны включаемые в них активы. Правительству России поручалось подготовить учредительные документы и назначить руководство для компании. Аббревиатура ЮКОС образована сокращением названий основных производственных площадок, первоначально вошедших в состав компании: ПО «Юганскнефтегаз», «ПО „КуйбышевнефтеОргСинтез“».
Нефтяная компания «ЮКОС» создана 15 апреля 1993 в соответствии с Постановлением Правительства Российской Федерации № 354, подписанным Виктором Черномырдиным.
Первоначально в уставный капитал ЮКОСа были внесены контрольные пакеты нефтедобывающего предприятия «Юганскнефтегаз», расположенного в Западной Сибири, и нефтеперерабатывающих заводов в составе «Куйбышевнефтеоргсинтеза» («Куйбышевский НПЗ», «Сызранский НПЗ», «Самаранефтехимпроект») и «Новокуйбышевского НПЗ» в Самарской области, а также восьми сбытовых предприятий в Центральной России («Самаранефтепродукт», «Брянскнефтепродукт», «Липецкнефтепродукт», «Орёлнефтепродукт», «Пензанефтепродукт», «Тамбовнефтепродукт», «Ульяновскнефтепродукт», «Воронежнефтепродукт»).
Председателем Совета директоров и президентом компании был назначен Сергей Муравленко. В 2001 году Михаил Ходорковский называл Муравленко в числе реальных совладельцев компании «ЮКОС». В 2002 году «ЮКОС» назвала Муравленко в числе бенефициаров Group MENATEP Ltd, которому принадлежит 61 % акций «ЮКОСа».

### Расширение НК ЮКОС и приватизация в 1995-97 гг.
В дальнейшем в состав компании были включены следующие нефтедобывающие и нефтеперерабатывающие активы:
- АО «Самаранефтегаз» вошло в состав ЮКОСа 1 сентября 1995 в соответствии с Постановлением Правительства Российской Федерации № 864.
- Восточная нефтяная компания («Томскнефть», Ачинский НПЗ) была поглощена в 1999 году[4].
- Ангарская НХК компании «Сиданко» был куплен ЮКОСом в 1999 году.

13 ноября 1995 года Государственный комитет РФ по управлению государственным имуществом утвердил план приватизации ОАО «НК „ЮКОС“»: 45 % акций компании закреплялись в федеральной собственности на три года, 33 % — подлежали реализации на инвестиционном конкурсе, 7 % — передавались для последующего размещения на рынке ценных бумаг, 7,96 % — подлежали продаже на специализированных денежных аукционах, 7,04 % — подлежали продаже работникам компании.
В декабре 1995 года в результате залоговых аукционов компания перешла из-под контроля государства под контроль группы «Менатеп» Михаила Ходорковского. При этом ранее в банке «Менатеп» правительство разместило 120 млн $, которыми затем банк кредитовал государство. При приобретении «Менатепом» нефтяной компании «Юкос» её оценили в 350 млн долларов, хотя через 8 месяцев её рыночная капитализация составляла около 6,2 млрд долларов.
23 декабря 1996 года государственный 33,3%-й пакет акций «ЮКОСа» был выставлен на конкурс по стартовой цене $160 млн с инвестиционным условием — в течение 1996—1998 годов победитель конкурса обязывался инвестировать $200 млн. Победителем конкурса стало ЗАО «Монблан», входящее в группу «Менатеп». Цена, предложенная «Монбланом» за пакет акций, равнялась $160,1 млн, что превысило стартовую цену лишь на $100 тыс.
19 февраля 1997 года собрание акционеров «ЮКОСа» проголосовало за слияние с группой «Роспром».
В начале 2000-х годов «ЮКОС» активно выступал против проводившейся в то время в России реформы налогообложения нефтяной отрасли, заключавшейся в отмене плохо администрируемых налогов (платы за пользование недрами, налога на воспроизводство минерально-сырьевой базы и акцизов на сырую нефть), а также во введении налога на добычу полезных ископаемых и в фиксации экспортных пошлин на нефть как постоянно действующего налогового института.
В начале 2003 года начался процесс слияния «ЮКОСа» и «Сибнефти», не завершённый из-за начала так называемого «дела ЮКОСа».

## Собственники и управление
Основные акционеры НК «ЮКОС» владели ею через зарегистрированную в Гибралтаре офшорную холдинговую компанию «Group MENATEP Limited» (учреждена в 1997 году, ей на начало 2006 года принадлежал 61 % акций «ЮКОСа»). По состоянию на 2001 год бенефициарами компании «Group MENATEP Limited» являлись:
- Михаил Ходорковский (контролировал 59,5 % её акций);
- Леонид Невзлин (8 %);
- Платон Лебедев (7 %);
- Михаил Брудно (7 %);
- Владимир Дубов (7 %);
- Василий Шахновский (7 %);
- Алексей Голубович (4,5 %)[5].

Обычно хозяином НК «ЮКОС» считался Михаил Ходорковский.
Сам ЮКОС также имел холдинговую структуру:
- управляющей компанией для ОАО «НК „ЮКОС“» было ООО «ЮКОС-Москва» (учреждено в 1997 году)[5];
- дочерними акционерными обществами, занимавшимися добычей нефти, управляло ЗАО «ЮКОС ЭП» (учреждено в 1998 году)[5];
- дочерними акционерными обществами, занимавшимися переработкой нефти, управляло ЗАО «ЮКОС РМ» (учреждено в 1998 году)[5].

По сведениям The Sunday Times, после ареста в 2003 году Ходорковский передал свои акции барону Ротшильду (по некоторым сведениям, это 53 %) на основании сделки, которую они заключили перед арестом.
В феврале 2005 года было принято решение о замене управляющей компании на президента, которым стал американский управляющий Стивен Тиди (Steven M. Theede) (оставался на посту до июля 2006 года).

## Выплаты налогов ЮКОСом и критика в адрес компании
После президентских выборов 1996 года было предоставлено множество необоснованных, по утверждению кандидата юридических наук В. А. Рыбакова, льгот компаниям и лицам, финансировавшим предвыборную кампанию Бориса Ельцина, в том числе и ЮКОСу. ЮКОС получил налоговые уступки на сумму в 5,5 трлн неденоминированных рублей (для сравнения, «Норильский никель» — на сумму в 6 трлн руб., а «Газпром» только за I квартал 1996 года — 24 трлн руб.).
В мае 1998 года мэр Нефтеюганска В. А. Петухов заявил, что компания «ЮКОС» не уплачивает налоги в местный бюджет. В свою очередь руководители ЮКОСа заявили, что заплатили в бюджет Нефтеюганска около 120 млн рублей и обвинили руководство города в растрате. Петухов объявил голодовку, потребовав возбудить уголовное дело по факту неуплаты ЮКОСом налогов в бюджет Нефтеюганска, а также заявил, что добьётся в Москве отмены решения о выделении ЮКОСу инвестиционного кредита. Голодовка мэра длилась неделю, а через несколько дней после неё, 26 июня 1998 года, он был убит — неизвестные расстреляли его из пистолета-пулемёта, когда он шёл на работу. Позже по делу об убийстве Петухова был осуждён Алексей Пичугин — сотрудник службы безопасности «ЮКОСа».
В декабре 1998 года кипрская компания «Асирота Лимитед», миноритарный акционер контролировавшейся ЮКОСом компании «Томскнефть», выступила с обвинениями против ЮКОСа в нарушениях прав миноритарных акционеров. В частности, было заявлено, что таковым нарушением является применение трансфертных цен на нефть на уровне 250 рублей за тонну, что было на 50 рублей ниже себестоимости нефти и в 2 раза ниже её рыночной цены. «Асирота Лимитед» отметила, что в январе 1998 года продажная цена нефти в «Томскнефти» составляла 430 руб/тонна, что привело к «уводу прибыли в зоны с льготным налогообложением и увеличению кредиторской задолженности перед структурами ЮКОСА».
В январе 1999 года «Новая газета» писала, что дыры в российском госбюджете связаны с тем, что гиганты российского ТЭКа, включая альянс «Роспром — „ЮКОС“», никак не желают платить налоги в бюджет. Газета охарактеризовала руководителей альянса «Роспром — „ЮКОС“» как людей невероятно влиятельных и сообщила, что они «изобрели схему, которая позволяла, не напрягаясь, закрыть свои долги перед государством, избежать полагающихся пеней и штрафов да к тому же получить в своё распоряжение бюджетные средства: либо в виде беспроцентной неоформленной ссуды, либо и вовсе безвозмездно». Эта афера была раскрыта прокуратурой Волгоградской области. Для реализации схемы оформлялась фиктивная задолженность Минфина РФ перед администрацией какого-нибудь региона страны и оформлялась фиктивная задолженность региона перед одним из предприятий «Роспром — „ЮКОСа“». Такой подлог позволял администрации региона получить из федерального бюджета средства, которые затем направлялись ЮКОСу, а ЮКОС в свою очередь расплачивался с бюджетом по собственным долгам бюджетными же деньгами. Причём ЮКОС получал живые деньги, а бюджету отдавал взаимозачёт. По данным «Новой газеты», всего такого рода взаимозачётов было проведено на сумму 1,9 трлн рублей в ценах 1997 года.
В 1999 году на тонну добытой нефти ЮКОС заплатил налогов в 10 раз меньше нефтяной компании «Сургутнефтегаз» и в 5 раз меньше нефтяной компании «Лукойл». В августе 2000 года в статье «Новой газеты» отмечалось, что министерство по налогам и сборам РФ и министерство финансов РФ «дружным хором жалуются Путину, что „Сибнефть“ и ЮКОС платят в бюджет неприлично мало». По данным газеты, ЮКОС платил 86 рублей налогов на тонну добытой нефти (для сравнения — нефтяная компания «Сиданко» платила 173 рубля, «Сургутнефтегаз» — 141 рубль, «Сибнефть» — 49 рублей). Согласно той же статье, ЮКОС закупал нефть у своих дочерних компаний по заниженным корпоративным ценам (в частности, у «Юганскнефтегаза» по цене 2,9 $ за баррель при мировой цене почти 30 $), в результате чего дочерние компании ЮКОСа имели мизерную прибыль, с которой платили мизерные налоги.
Как утверждал Институт финансовых исследований в своём отчёте «Оценка налоговой нагрузки на российские ВИНК в 2000—2001 годах», в 2000 году ЮКОС находился на среднем уровне по налоговой нагрузке ($39,7 на тонну добытой нефти), в то время как «Лукойл» платил $33,7 с тонны добытой нефти, «Сургутнефтегаз» — $46,7, а «Роснефть» — $39,2, а в 2001 году ЮКОС вышел на первое место среди крупнейших российских нефтяных компаний по данному показателю ($45,7 с тонны добытой нефти, у «Лукойла» — $34,1, «Сургутнефтегаза» — $36,3, «Роснефти» — $38,4).
Бывший советник Европейского банка реконструкции и развития (ЕБРР) Дмитрий Тулин утверждал, что за два-три года до ареста Ходорковского он ознакомился с внутренним докладом ЕБРР, в котором содержался анализ корпоративной культуры и экономического положения пяти крупнейших частных российских нефтяных компаний, в том числе и ЮКОСа. Согласно этому докладу, 3 из 5 компаний, включая ЮКОС, были исключены из числа потенциальных клиентов ЕБРР из-за неприемлемых рисков в налоговой сфере. По словам Тулина, эксперты ЕБРР оценили налоговую нагрузку нефтяных компаний России, сравнив отношение суммы выплаченных налогов к объёму добычи нефти, и оказалось, что ЮКОС относился к «налоговым аутсайдерам», платя с тонны добываемой нефти в несколько раз меньше налогов, чем «налоговые передовики». По утверждению Тулина, «российские нефтяные компании очень сильно различались между собой по налоговой культуре, и „Юкос“ уверенно делил последнее или предпоследнее место по показателю реальной налоговой нагрузки во всём российском нефтяном секторе».

## Дело ЮКОСа

### Предпосылки «Дела „ЮКОСа“»
В первой половине 2002 года в западноевропейской печати появилась серия статей, уличающих руководителей «ЮКОСа» в отмывании денег. Статьи были спровоцированы фактом обнаружения французскими налоговыми службами швейцарских банковских счетов Елены Коллонг-Поповой, через которые прошли сотни миллионов долларов. По её утверждениям, эти счета она открыла по просьбе одного из владельцев «ЮКОСа», Алексея Голубовича.
19 февраля 2003 года на встрече представителей крупного бизнеса с президентом России В. Путиным М. Ходорковский обвинил в коррупции государственную компанию «Роснефть», приведя в пример покупку небольшой нефтяной компании «Северная нефть» за баснословную по тем временам сумму 600 млн $. В ответ Путин напомнил Ходорковскому, что «ЮКОС» имел проблемы с налогами (хотя и не уточнил какие), и поинтересовался, как нефтяная компания получила «сверхзапасы».
В апреле 2003 года «ЮКОС» объявил о слиянии с компанией «Сибнефть», на тот момент контролировавшейся Романом Абрамовичем. Велись переговоры о продаже блокирующего пакета акций объединённой компании с американскими ChevronTexaco и ExxonMobil. По словам Леонида Невзлина (одного из руководителей и совладельцев «ЮКОСа»), Ходорковский был уверен, что руководство страны одобрит эту рекордную сделку, но «Путина убедили, что Ходорковский его обманывает».
Также одной из причин начавшегося разгрома компании ряд аналитиков называли недовольство Путина финансированием Ходорковским и другими акционерами «ЮКОСа» российских партий, оппозиционных действовавшей на тот момент власти — «Яблока», СПС, КПРФ. Ряд экспертов предполагал, что одним из факторов дела Ходорковского было лоббирование Ходорковским снижения налоговой нагрузки на нефтяные компании.
В июле 2009 года бывший Председатель Правительства России Михаил Касьянов передал в Европейский суд по правам человека письменные показания, согласно которым во время неофициальной встречи с президентом России Владимиром Путиным тот сказал, что Ходорковский «переступил черту», финансируя Коммунистическую партию без разрешения Кремля.

### Развитие событий
В 2003 году против НК «ЮКОС» Министерство Российской Федерации по налогам и сборам (после проведения административной реформы — Федеральная налоговая служба России) возбудило расследование по поводу уклонения НК «ЮКОС» от уплаты налогов в 2000—2003 годах.
По данным, опубликованным компанией за 2001 год, «ЮКОС» должен был заплатить в виде различных налогов $14,5 за каждый баррель добытой нефти, в то время как все нефтекомпании заплатили в среднем лишь $5,2. За 2000 год на каждый добытый «ЮКОСом» баррель нефти было начислено налогов на сумму $10,5, в то время как шесть других крупнейших нефтяных компаний заплатили в среднем по 6 долларов. За 2001 и 2002 годы на компанию были начислены суммы налогов, которые составляли 49,5 % выручки за 2001 год и 58,15 % за 2002 год, а общая сумма претензий налоговых органов с учётом штрафов превысила выручку компании за эти годы.
Общая сумма налоговых претензий с учётом штрафов и пеней за 2000—2003 годы составила 582 млрд руб., а с учётом претензий к дочерним обществам — 703 млрд руб. или почти 25 млрд долл. по тогдашнему курсу. По данным «ЮКОСа», налоговые претензии за 2004 год значительно превысили выручку компании.
Федеральная служба судебных приставов России (ФССП) предписала продать «Юганскнефтегаз» для возмещения долгов НК «ЮКОС» перед федеральным бюджетом. Менеджмент компании совместно с акционерами рассматривал возможность объявления НК «ЮКОС» несостоятельным (банкротом) с целью избежать расчленения компании.
В том же 2003 году в один из районных судов города Москвы адвокатом Игорем Смыковым был подан иск о проверке законности слияния компаний «ЮКОС» и «Сибнефть».
После наложения штрафов акции ЮКОСа сильно упали в цене. 17 июня 2004 года Владимир Путин заявил, что государство не намерено банкротить ЮКОС. В результате акции подорожали за один день почти на треть. Решение о принудительной продаже «Юганскнефтегаза» было принято через две недели.
Несмотря на запрет Хьюстонского суда по делам о банкротстве, ФССП в 2004 продала «Юганскнефтегаз» с аукциона. Победителем стала фирма-однодневка ООО «Байкалфинансгруп», зарегистрированная 6 декабря 2004 года — за две недели до аукциона — с уставным капиталом 10 000 рублей в городе Твери по подставному юридическому адресу. Генеральным директором этой фирмы была жительница деревни Дмитровское, расположенной под Тверью. По словам В. Путина за фирмой не стоят госкомпании, а её акционерами «являются исключительно физические лица, которые многие годы занимаются бизнесом в сфере энергетики». Через несколько дней эта компания была куплена государственным ОАО «Роснефть».
Нефтедобывающие предприятия «ЮКОСа» в 2005 добыли 24,5 млн т нефти. Выручка «ЮКОСа» по РСБУ за девять месяцев 2005 составила 2,03 млрд руб., чистый убыток — 2,92 млрд руб. Налоговые претензии государства к ЮКОСу на начало 2006 составляют $9,8 млрд, и ещё около $1,2 млрд компания задолжала коммерческим банкам и Group Menatep.
28 марта 2006 арбитражным судом Москвы было принято решение о банкротстве компании и назначении в ней внешнего управляющего, которым стал Эдуард Ребгун.
На середину июля 2006, по информации временного управляющего «ЮКОСа» Эдуарда Ребгуна, подтверждённая задолженность компании бюджету, «Юганскнефтегазу» и «Роснефти» составляет 491,575 млрд руб. (около $18 млрд).
По решению суда 1 августа 2006 в «ЮКОСе» введено конкурсное производство сроком на год. Размер предъявленных кредиторами требований «ЮКОСу» — около $29,5 млрд, в том числе налоговые претензии на $11,5 млрд, $14 млрд — требования аффилированных с «ЮКОСом» компаний, $700 млн — долг перед дружественной GML Moravel, $485 млн — банковские требования, которые выкупила «Роснефть», ещё $2,4 млрд — долг перед «Юганскнефтегазом» и $90 млн — прочие коммерческие требования.
В период наблюдения, введённого в ЮКОСе 28 марта, в суд обратились 43 кредитора с требованиями на сумму около 630 млрд руб., но суд признал требования 30 кредиторов на 491,6 млрд руб. Крупнейшие — ФНС (353,8 млрд руб.), «Роснефть» и «Юганскнефтегаз» (122 млрд руб.).
21 ноября 2007 года на основании решения арбитражного суда Москвы от 12 ноября, в соответствии с которым суд завершил конкурсное производство в компании, в Единый государственный реестр юридических лиц была внесена запись о ликвидации НК «ЮКОС».

## Продажа активов ЮКОСа
В 2004 году на основе первого аукциона по продаже активов ЮКОСа 76,79 % акций крупнейшей нефтедобывающей «дочки» «ЮКОСа» — компании «Юганскнефтегаз» купила малоизвестная компания «Байкалфинансгруп». Вскоре 100 % долю в «Байкалфинансгруп» купила государственная компания «Роснефть».
С марта по август 2007 года проводилась продажа имущества ЮКОСа в рамках конкурсного производства. Крупнейшими покупателями на 16 августа 2007 года стали:
- ООО «Нефть-Актив» — 348,964 млрд руб.;
- ОАО «РН — Развитие» — 197,840 млрд руб.;
- ООО «ЭниНефтегаз» — 151,536 млрд руб.;
- ООО «Прана» — 100,092 млрд руб.;
- ОАО «НК „Роснефть“» — 35,979 млрд руб.;
- ООО «Юнитекс» — 12,464 млрд руб.;
- ООО «Промнефтьстрой» — 7,838 млрд руб.;
- ООО «Монте-Валле» — 3,562 млрд руб.;
- ООО «Джей Ви Пи Инвест» — 0,333 млрд руб.;
- ВТБ Банк Европа плс — 0,231 млрд руб.;
- ООО «ЦентрИнвест Трейдинг» — 0,205 млрд руб.

Общая сумма вырученных денег — 859,044 млрд руб.
Один из покупателей, ЗАО «Промрегион Холдинг», выигравший лот № 9, не смог выплатить заявленную сумму 4,9 млрд руб. Лот был предложен участвовавшим в торгах ООО «Нефть-Актив» и ООО «Версар». 18 июня 2007 года лот № 9 был выкуплен ООО «Нефть-Актив» за указанную сумму.
Так как ООО «Нефть-Актив» и ОАО «РН — Развитие» являются компаниями, контролируемыми ОАО «НК „Роснефть“», то общая сумма, заплаченная Роснефтью за активы ЮКОСа, составляет 582,783 млрд руб. (68 % от общей суммы, полученной ЮКОСом). Позднее Роснефть приобрела основную часть купленных активов ЮКОСа у ООО «Прана» (объявлено 2 июля 2007 года) и у ООО «Юнитекс» (объявлено 26 июня 2007 года, покупка осуществлялась через ООО «Нефть-Актив»). По подсчётам специалистов газеты «Ведомости», активы «ЮКОСа», купленные «Роснефтью» на аукционах, организованных государством, достались ей с дисконтом в 43,4 % от рыночной цены данного имущества. При этом в 2007 году бывшие активы «ЮКОСа» обеспечивают 72,6 % добычи нефти и газового конденсата и 74,2 % первичной переработки углеводородов «Роснефти».
12 ноября 2007 года определением Арбитражного суда г. Москвы конкурсное производство в компании было завершено. Общая сумма конкурсной массы, поступившая на счета «ЮКОСа», по состоянию на 1 ноября 2007 года составила 877 063 556,7 тыс. руб. В реестр требований кредиторов за период конкурсного производства было включено 146 требований от 71 кредитора; всего им было выплачено 873 084 862,8 тыс. руб.

## Иски акционеров в международные суды
1 декабря 2009 Гаагский арбитражный суд вынес решение в пользу акционеров ЮКОС, на основании которого они имеют право требовать от российского правительства возмещения убытков на сумму 100 млрд долларов. Суд постановил, что Россия связана обязательствами по Энергетической хартии несмотря на то, что Госдума РФ не ратифицировала этот документ. Это решение открывает возможность для акционеров группы Менатеп (Group Menatep Limited (GML) — бывших держателей акций ЮКОСа — подать в суд на российские власти.
Акционеры ЮКОСа подали жалобу на действия российских властей в Европейский суд по правам человека (ЕСПЧ) в Страсбурге, она была принята к рассмотрению 30 января 2009. В своей жалобе акционеры ЮКОСа просили признать незаконными действия властей России, заявляя, что у них незаконно отобрали собственность, ссылаясь на нарушение положений Конвенции о защите прав и основных свобод, касающихся права на справедливое судебное разбирательство и защиты собственности. Заявители потребовали возместить свой ущерб от этих действий на сумму 98 млрд долларов. По словам бывшего финансового директора ЮКОСа Брюса Мизамора, «это самый большой иск за всю 60-летнюю историю Европейского суда по правам человека, не имеющий прецедента».
Слушания по данному делу открылись 4 марта 2010 года, слушания дважды переносились по причинам, представленным российской стороной. Решение было обнародовано 20 сентября 2011 года, иск был удовлетворён частично:
- ЕСПЧ признал, что российское государство нарушило право компании на защиту собственности. В частности, сумма налоговых претензий к компании за 2000—2001 годы была рассчитана с нарушениями (однако аналогичные исчисления по налоговому периоду за 2001—2003 годы суд счел законными и верными). Также, по мнению суда, нарушением права на защиту собственности являлось то, что компании не дали достаточного времени, чтобы расплатиться с дополнительными налоговыми начислениями. Суд пояснил, что это «отчасти объясняется требованиями» российских законов.
- Согласно решению, власти допустили ограничение прав «ЮКОСа» в отношении справедливого суда в рамках судебного процесса по налоговым платежам за 2000 год: юристам «ЮКОСа» не было предоставлено достаточно времени, чтобы ознакомиться с материалами дела в первой инстанции (на изучение 43 000 страниц у стороны защиты было только 4 дня). В остальных судебных процессах по делу ЮКОСа ЕСПЧ процессуальных нарушений не обнаружил.
- ЕСПЧ не обнаружил в деле «ЮКОСа» дискриминационную и политическую составляющую. По мнению ЕСПЧ, схемы налоговой оптимизации, которые применял «ЮКОС», никогда не были законными в России. Также ЕСПЧ не обнаружил доказательств того, что подобные приемы были общепринятыми в российском бизнесе.
- Сумма материальной компенсации в решении не была определена, заявлено, что этот вопрос будет оговорён особо.

Стороны истцов и ответчиков по-разному оценили решение ЕСПЧ, и те и другие фактически заявили о своей победе. В пресс-службе Минюста РФ заявили, что ЕСПЧ отверг большинство претензий ЮКОСа к России, признав лишь некоторые процессуальные нарушения. Представитель Минюста заявил: «Суд полностью отверг обвинения в адрес Российской Федерации в „политической мотивации“ и „репрессивном характере“ преследования компании ЮКОС, а также якобы имевшей место дискриминации в отношении неё со стороны российских властей». С другой стороны, адвокат истцов Пирс Гарднер заявил, что «в решении суда — три важнейшие победы для ЮКОСа: признано, что компания не могла подготовиться к судебному процессу; что нарушены права собственности; что штрафы начислены незаконно».
Сторонние комментаторы также по-разному оценили итоги дела. Бывший главный юрист «ЮКОСа» Дмитрий Гололобов сказал, что в своем решении ЕСПЧ фактически признал, что ЮКОС оптимизировал налоги незаконно, а российское государство, борясь с ЮКОСом, хотя и «перегнуло палку» в некоторых местах, но в целом действовало обоснованно и с законными целями. Представители Михаила Ходорковского, отметив, что предприниматель не входил в число истцов, и не играл никакой роли в судебном деле, заявили тем не менее, что «приветствуют выводы ЕСПЧ о серьёзных нарушениях права на справедливое судебное разбирательство и права собственности, допущенных Правительством Российской Федерации при обращении с ЮКОСом».
Данное решение ЕСПЧ вступило в силу 8 марта 2012 года, когда Большая Палата ЕСПЧ не удовлетворила ходатайство нефтяной компании ЮКОС о передаче её жалобы в суд на рассмотрение Большой Палаты.

### Иски Yukos Capital

#### Возврат долгов Юганскнефтегаза
Бывшая дочерняя компания НК «ЮКОС» — люксембургская Yukos Capital S.a.r.l., подконтрольная бывшим менеджерам ЮКОСа, — в судебном порядке добивалась от «Роснефти» возврата задолженности по кредиту. Жалобы Yukos Capital касаются старых займов «Юганскнефтегаза» на 12,9 млрд руб. (около $440 млн по курсу на март 2010). Они выданы ещё в 2004 году, а потом контроль над активом перешел «Роснефти». В 2009 году апелляционный суд Амстердама вынес решение в пользу Yukos Capital, и теперь она пытается привести его в исполнение, в том числе в судах США и Великобритании. Российские суды всех инстанций отменили это решение.
- 8 февраля 2010 года федеральный суд штата Нью-Йорк по иску Yukos Capital наложил временный запрет на осуществление платежей «Роснефти». Однако 17 февраля этот запрет был отменен после того, как «Роснефть» получила возможность изложить свою правовую позицию. 22 февраля 2010 года суд Нью-Йорка вынес решение об аресте активов «Роснефти» на территории штата на сумму $419 млн. Сами активы в решении не перечислены: их ещё должен найти пристав-исполнитель. На слушаниях 17 марта 2010 года суд штата Нью-Йорк принял решение об отсутствии у него компетенции рассматривать данное дело[61]. Единственным основанием для признания юрисдикции может быть наличие у «Роснефти» активов в штате Нью-Йорк. На поиск этих активов Yukos Capital получила 60 дней. Ранее вице-президент «Роснефти» Питер О’Браен в своих показаниях сообщил американскому суду, что у «Роснефти» не было и нет активов в США[62].
- 11 марта 2010 года суд Лондона вынес приказ о наложении ареста на часть имущества «Роснефти» на территории Англии и Уэльса. Общая сумма арестованных средств составила 425 млн фунтов стерлингов (645 миллионов долларов)[63]. 8 апреля 2010 года этот арест был снят[64], после того как «Роснефть» предоставила гарантии, которые и суд, и Yukos Capital, подававшая иск против «Роснефти», сочли достаточными[65].
- 25 июня 2010 года Верховный суд Нидерландов отказал «Роснефти» в праве обжаловать решение Апелляционного суда Амстердама по иску Yukos Capital. Роснефть сообщила, что подчинится решению суда и выплатит задолженность[66][67].
- 9 августа 2010 года представитель «Роснефти» сообщил о том, что компания выплатила 12,9 млрд рублей фонду Yukos Capital[68].
- 11 августа 2010 года Роснефть сообщила, что планирует через суд получить контроль над рядом компаний, зарегистрированных на Британских Виргинских островах, которые должны стать конечными получателями выплаченных Роснефтью фонду Yukos Capital 12,9 млрд рублей[69].

#### Возврат долгов Томскнефти
Добившись через международный суд возвращения долга в 12,9 млрд рублей от «Роснефти», Yukos Capital s.a.r.l. (YC) не остановилась на достигнутом. Следующий иск связан с компанией «Томскнефть», после распродажи активов ЮКОСа принадлежащей «Роснефти» и «Газпром нефти».
16 августа 2010 года YC обратилась в Федеральный арбитражный суд Западно-Сибирского округа с кассационной жалобой на решение Арбитражного суда Томской области об отказе взыскания с «Томскнефти» более 7 млрд рублей по договорам займа. Одно решение по этому делу в пользу истца уже есть — ранее YC обращалась в международный арбитраж при Международной торговой палате, и он обязал «Томскнефть» выплатить ей 7 млрд 254,2 млн рублей, $275,2 тыс., 52,96 тыс. британских фунтов стерлингов, а также проценты по ставке 9 % годовых на сумму 4 млрд 350 млн рублей, начиная с 12 февраля 2007 года до дня уплаты долга. Привести решение суда в исполнение на территории России должен был российский суд. Однако арбитраж Томской области, рассмотрев иск, постановил отказать YC во взыскании долга.

### Иски GML
Наиболее крупный иск выставлен к Российской Федерации — на $103,5 млрд долларов США. Истцы, выступающие представителями бенефициаров ЮКОСа, пытаются доказать в Постоянной палате третейского международного суда в Гааге, что Россия нарушила пункт договора к Энергетической хартии, предусматривающий защиту прав инвесторов и выплату компенсаций в случае экспроприации их активов. Россия не ратифицировала договор, но на момент подачи иска он был подписан, поэтому суд признал за бывшими акционерами ЮКОСа право требовать компенсации. Россия применяет Договор к Хартии на временной основе в соответствии с частью II Венской конвенции о праве международных договоров 1969 года и раздела II Федерального закона «О международных договорах Российской Федерации».

### Решение гаагского арбитражного суда
28 июля 2014 года арбитражный суд в Гааге (Permanent Court of Arbitration in the Hague) признал «ЮКОС» и его бенефициаров ущемлёнными в правах Российской Федерацией. Решение было вынесено единогласно тремя судьями, один из которых был назначен Россией. В пояснении к решению говорится:

ЮКОС стал мишенью политически мотивированных атак российских властей, что в конце концов привело к его развалу.
Оригинальный текст (англ.) Yukos was the object of a series of politically motivated attacks by the Russian authorities that eventually led to its destruction
— «The Yukos ruling: an expensive lesson», The Economist, Jul 29th 2014
Арбитраж решил, что Байкалфинансгрупп была фиктивной компанией, аукцион по продаже Юганскнефтегаза был сфальсифицирован и был связан не с желанием вернуть налоги, а был обусловлен намерением государства приобрести самый желанный актив ЮКОСа, а затем обанкротить всю компанию. Если решение вступит в силу, российские власти должны компенсировать судебные издержки и выплатить истцам сумму в $50 млрд до 15 января 2015 года, в противном случае на сумму задолженности будут начисляться проценты.
Россия обжаловала решение трибунала. Однако, несмотря на это, начиная с 15 января 2015 года, на основную сумму, подлежащую взысканию, также начали начисляться проценты — около 1,9 % годовых, или $2,6 млн в сутки. Таким образом, ежегодно сумма долга будет увеличиваться почти на $1 млрд. В бюджете на 2015 год, по заявлениям российских властей, эти средства не заложены.
В июне 2015 года бывшие акционеры ЮКОСа добились ареста активов России в Австрии, Бельгии и Франции. «Юкос Юниверсал Лимитед» потребовал ареста российских активов из-за опасений «относительно возможности получить причитающуюся ему сумму, в частности, из-за систематического отказа Российской Федерации исполнять вынесенные против неё судебные решения и учитывая отношение Российской Федерации к данному решению».
20 апреля 2016 года голландский суд (а именно — окружной суд Гааги) аннулировал решение международного арбитража о присуждении компенсации в $50 млрд долл. США бывшим акционерам ЮКОС’а. Он постановил, что международный арбитраж не обладал юрисдикцией для рассмотрения спора, так как Россия не ратифицировала многосторонний Договор к Энергетической хартии, что было основным, но не единственным аргументом российской стороны, но окружной суд не стал разбирать эти аргументы в ходе слушаний, сосредоточившись только на факте использования Договора к Энергетической хартии как основанию к взысканию средств. Представители интересов бывших мажоритарных акционеров ЮКОСа заявили, что подадут апелляцию на это решение в апелляционный суд Гааги, решение последнего может быть оспорено в Верховном суде Нидерландов. Особенностью рассмотрения дела в апелляционном суде будет оценка всех аргументов и обстоятельств дела de novo (то есть без учёта предыдущих решений — заново). Это решение окружного суда Гааги не отменяет автоматически исполнительного производства по решению международного арбитража в других странах, в их юрисдикциях суды будут решать самостоятельно, останавливать или продолжать исполнение решения на $50 млрд долл. США.
Ходорковский прокомментировал это решение окружного суда Гааги в Твиттере:

Запад решил ослабить давление. Мои друзья продолжат противостояние. Я же шел и иду к смене режима другим путем.
— Twitter
Акционеры ЮКОСа обжаловали отмену в Апелляционном суде Гааги. Слушания состоялись в сентябре 2019 года.
18 февраля 2020 года Апелляционный суд Гааги обязал РФ выплатить $50 млрд бывшим акционерам ЮКОСа, но 5 ноября 2021 года Верховный суд Нидерландов отменил данное решение и постановил пересмотреть его, удовлетворив кассационную жалобу российской стороны по одному пункту.

## Комментарии
1. ↑  На момент решения суда, золотовалютные резервы России составляли примерно $470 млрд долл. США ( Архивная копия от 12 августа 2014 на Wayback Machine). В тот же период совокупный объём средств Фонда национального благосостояния составил эквивалент $86,4 млрд долл. США ( Архивная копия от 19 августа 2014 на Wayback Machine). Фонд является частью механизма пенсионного обеспечения граждан Российской Федерации на длительную перспективу ( Архивная копия от 19 августа 2014 на Wayback Machine)